# Agnel

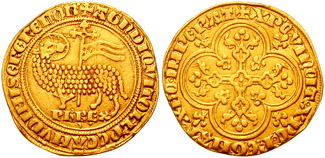
Agnelmynt präglade under Filip IV av Frankrike regeringstid

Agnel, franskt guldmynt, som började präglas av Ludvig den helige (d. 1270). Namnet hämtades från den på myntet förekommande bilden av Guds lamm (Agnus Dei). Sådana mynt präglades ännu under Karl IV:s regering (1322-28).